# Hernando Salazar
Enrique Hernando Salazar war ein chilenischer Fußballspieler. Der Stürmer absolvierte zwei Länderspiele für sein Heimatland. 

## Karriere

### Verein
Enrique Hernando Salazar spielte mindestens 1916 für den Fußballklub Thunder de Coquimbo.

### Nationalmannschaft
Für den ersten ausgetragenen Campeonato Sudamericano 1916 trafen sich die Präsidenten der jeweiligen lokalen Fußballverbände und berieten über den chilenischen Mannschaftskader für die Südamerikameisterschaft. Aus Coquimbo wurden Hernando Salazar und Teamkollege Ángel Báez für das Turnier nominiert.
Enrique Hernando Salazar debütierte beim Turnier in Argentinien im ersten Gruppenspiel gegen Uruguay, das Chile mit 0:4 verlor. Beim 1:1-Unentschieden im letzten Gruppenspiel gegen Brasilien erzielte Salazar in der 85. Spielminute den Ausgleichstreffer. Chile wurde mit einem Punkt aus drei Spielen Turnierletzter. Es blieben die einzigen beiden Länderspiele für Salazar.